# Khaya
Khaya es  un género botánico de árboles con 19 especies descritas y de estas, solo 3 aceptadas. pertenecientes a la familia Meliaceae.

## Descripción
Son nativas de África tropical y Madagascar. Todas las especies se convierten  en grandes árboles que alcanzan los 30-35 m de altura, rara vez 45 m, con un tronco de más de 1 m de diámetro, a menudo reforzado en la base. Las hojas son pinnadas, con 4-6 pares de foliolos, la terminal está ausente, cada prospecto es 10-15 cm de largo abruptamente redondeado hacia el ápice, pero a menudo con una punta acuminada.  Las hojas pueden ser caducas o perennes, dependiendo de la especie. Las flores se producen en sueltas inflorescencias, cada pequeña flor, con cuatro o cinco pétalos de color amarillento y diez estambres.  El fruto es globoso con un cápsula con cuatro o cinco valvas de 5-8 cm de diámetro, que contiene numerosas semillas aladas.

### Usos
La madera de Khaya se llama caoba africana, la única de madera ampliamente aceptada como la caoba, además de  la verdadera caoba, del género Swietenia. Khaya senegalensis, también se utiliza para piezas de madera. 
Algunas empresas de fabricación de tambores, como Premier,  utiliza la madera para hacer sus tambores desde mediados de los años 70.

## Taxonomía
El género fue descrito por Adrien-Henri de Jussieu y publicado en Mémoires du Muséum d'Histoire Naturelle 19: 249, pl. 10. 1830. La especie tipo es: Khaya senegalensis (Desv.) A.Juss.

## Algunas especies aceptadas
A continuación se brinda un listado de las especies del género Khaya aceptadas hasta enero de 2013, ordenadas alfabéticamente. Para cada una se indica el nombre binomial seguido del autor, abreviado según las convenciones y usos.
- Khaya anthotheca (Welw.) C.DC.
- Khaya ivorensis A.Chev.
- Khaya senegalensis (Desv.) A.Juss.